# Tadeusz Aziewicz
Tadeusz Aziewicz (n. 31 octombrie 1960, Sopot, voievodatul Pomerania, Polonia) este un politician și economist polonez. 

## Biografie
Tadeusz este fiul lui Mieczyslaw și a Aziewiczów. În anii '80, a participat la mișcarea de opoziție. În perioada 1989-1990 a fost redactor la "Tygodnika Gdańskiego", iar apoi s-a implicat în activitățile administrației publice din Gdańsk.
În date de 25 septembrie 2005 a devenit membru al Seimului Polonez cu 9093 de voturi în Gdynia, candidând din partea Platformei Civice, iar la alegerile parlamentare din anul 2007 a fost ales a doua oară, cu 17275 de voturi. În anul 2011 a fost ales pentru a treia oară, cu 14013 de voturi.

## Galerie

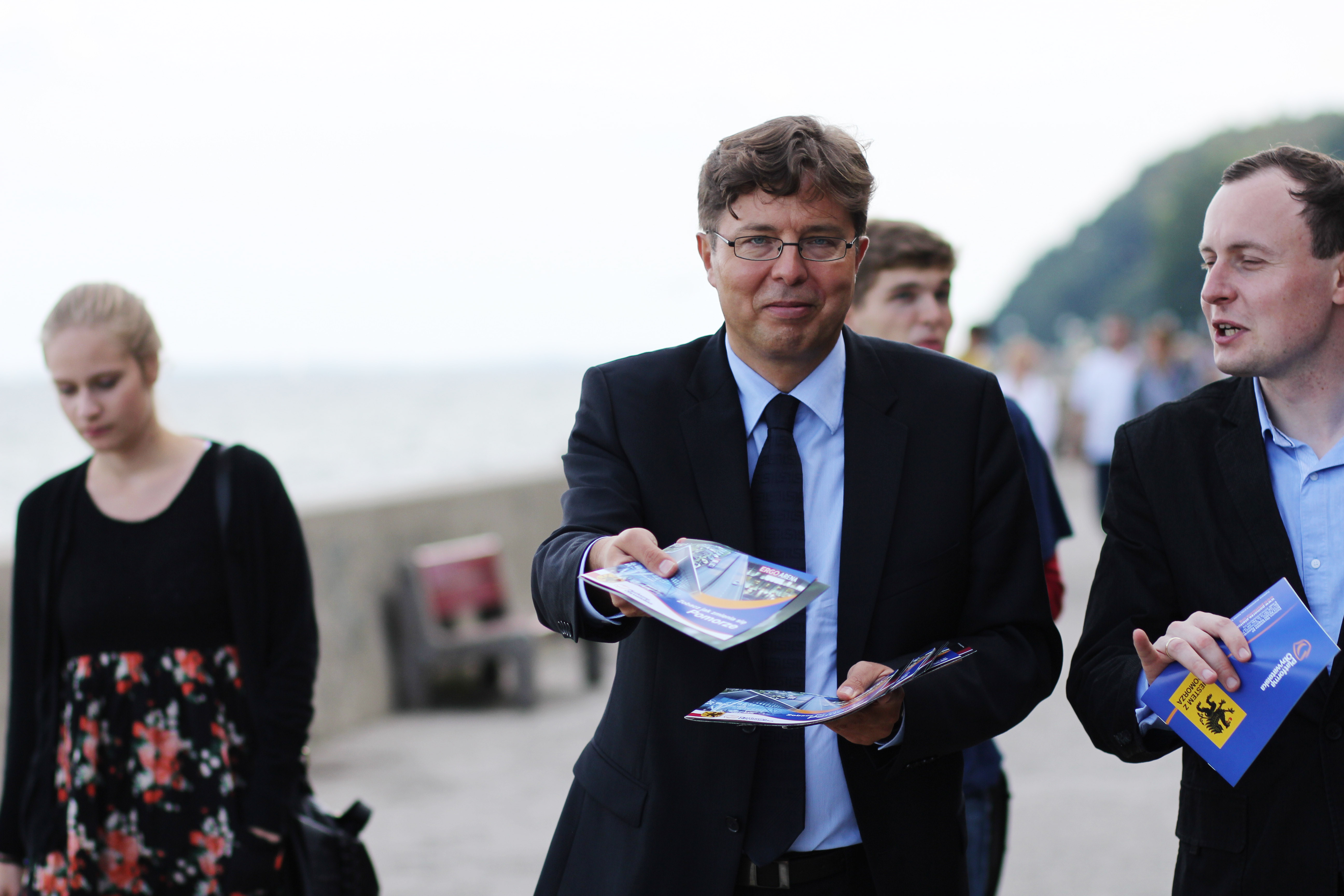
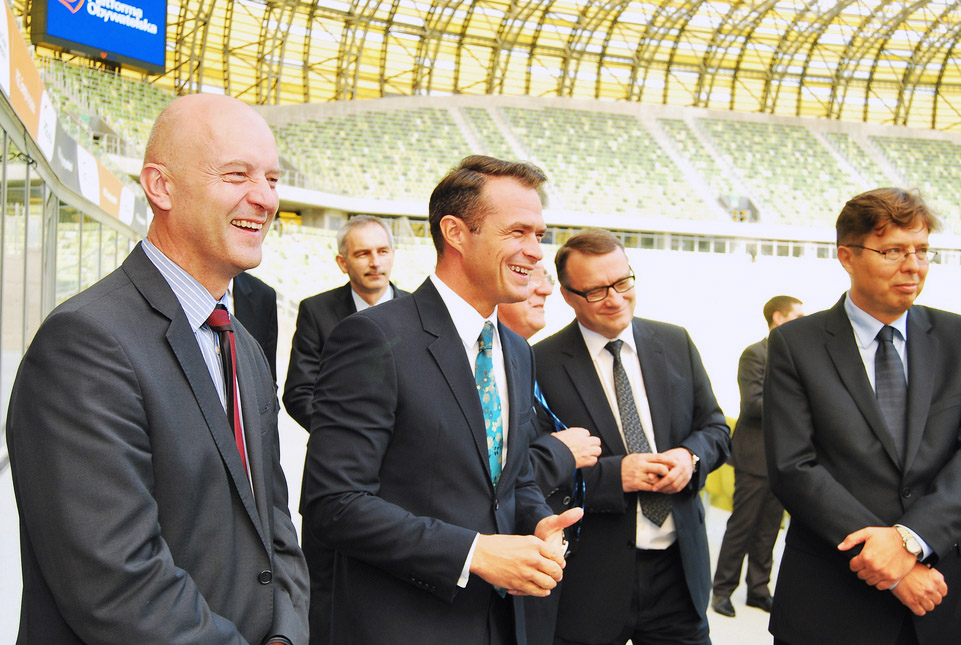